# 피레노모나스과
피레노모나스과(Pyrenomonadaceae)는 피레노모나스목에 속하는 은편모조류과의 일종이다. 핵소체가 피레노이드에 묻어 들어가 있고 독특한 색소단백질 홍조소 545가 있어서 다른 은편모조류와 구별된다.

## 하위 속
- 피레노모나스속 (Pyrenomonas)
- 리노모나스속 (Rhinomonas)
- 로도모나스속 (Rhodomonas)
- 스토레아툴라속 (Storeatula)